# UTC−03:30

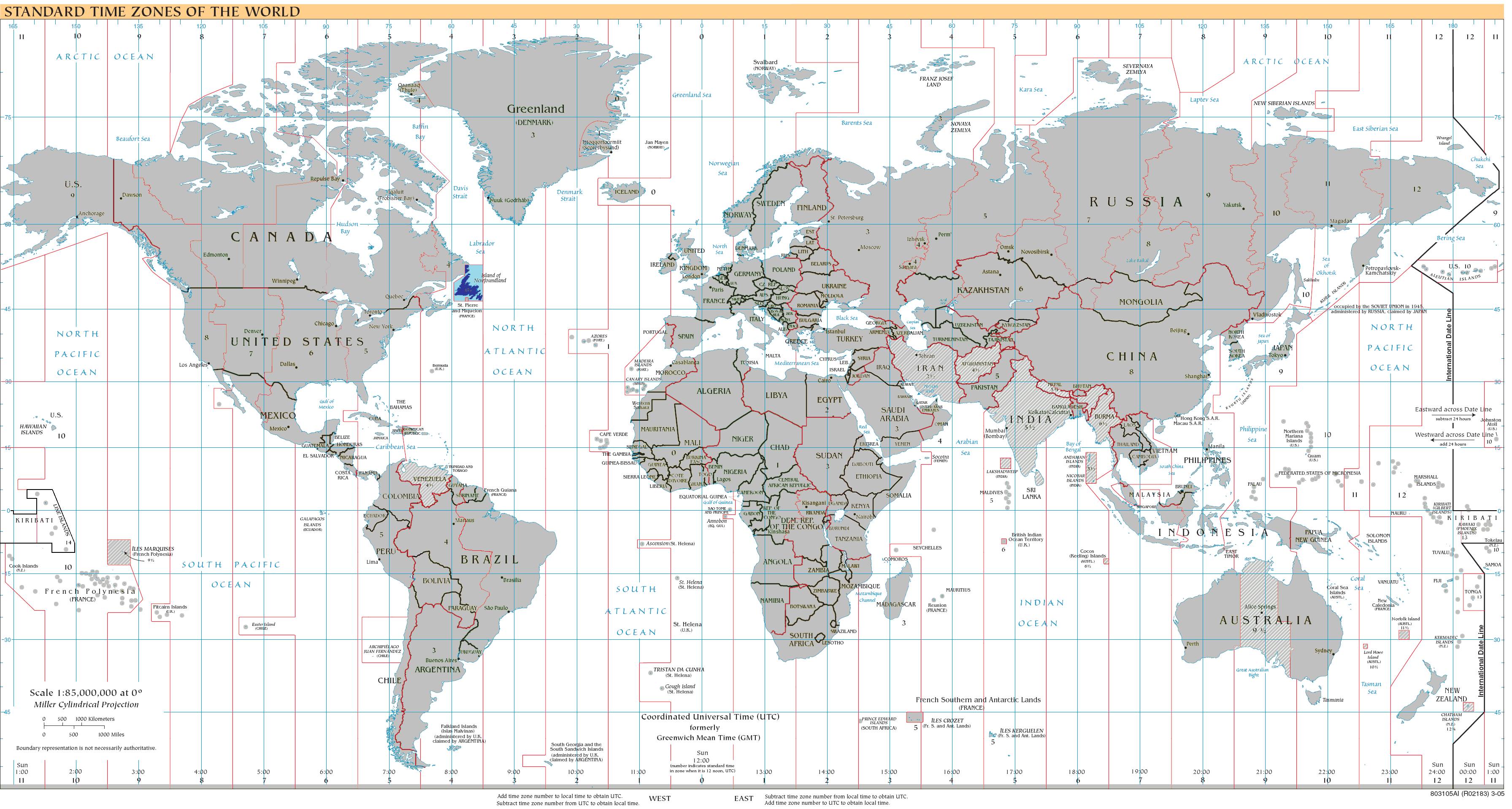
UTC–03:30 területei:

Az UTC–03:30 egy időeltolódás, amely három és fél órával van hátrébb az egyezményes koordinált világidőnél (UTC).

## Alap időzónaként használó területek (az északi félteke télen)

### Észak-Amerika
- Kanada
  - Új-Fundland és Labrador
    - Labrador
      - a L'Anse-au-Clair és Norman Bay települések közti terület

    - Új-Fundland

## Időzónák ebben az időeltolódásban
| Időzóna neve angolul       | Időzóna neve magyarul | Időzóna rövidítése |
| -------------------------- | --------------------- | ------------------ |
| Newfoundland Standard Time | Új-fundlandi téli idő | NST                |

## Fordítás
Ez a szócikk részben vagy egészben  az   UTC−03:30 című angol Wikipédia-szócikk ezen változatának fordításán alapul.  Az eredeti cikk szerkesztőit annak laptörténete sorolja fel. Ez a jelzés csupán a megfogalmazás eredetét és a szerzői jogokat jelzi, nem szolgál a cikkben szereplő információk forrásmegjelöléseként.

## Kapcsolódó szócikk
- UTC+02:30